# Tenabo (município)
Tenabo é um município do estado de Campeche, no México.